# Tag der nationalen Arbeit

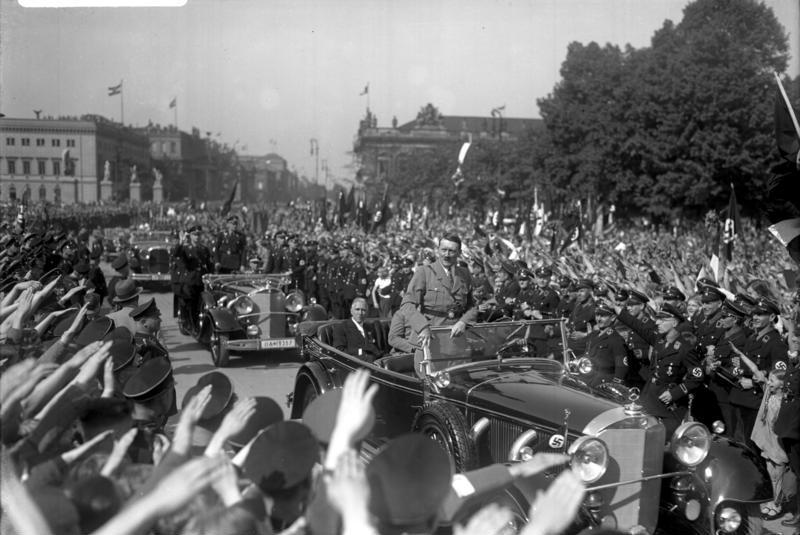
Adolf Hitler auf dem Weg zur Kundgebung im Lustgarten am Morgen des 1. Mai 1933

Als Tag der nationalen Arbeit (offiziell Feiertag der nationalen Arbeit, oft auch Tag der deutschen Arbeit) wurde in der Zeit des Nationalsozialismus der Erste Mai 1933 bezeichnet. Seit 1934 wurden die Maifeiern als nationaler Feiertag des deutschen Volkes begangen. Zur Vereinnahmung der Arbeiter hat die NSDAP den früheren Kampftag der internationalen Arbeiterklasse national umgedeutet und den 1. Mai zu einem gesetzlichen Feiertag erklärt. Von Anfang an, dem 1. Mai 1933, wurde die Feier mit der Zerschlagung der freien Gewerkschaften verbunden – so wurden auch die Gewerkschaftshäuser am 2. Mai 1933 durch NSBO, SA und SS besetzt.

## Vorgeschichte
Nach der nationalsozialistischen Machtergreifung versuchten die verschiedenen Richtungsgewerkschaften, sich den neuen Verhältnissen bis zur Grenze der programmatischen Selbstaufgabe anzupassen. Der Versuch, mit dem Führerkreis der vereinigten Gewerkschaften eine einheitliche Organisation zu schaffen, erfolgte am 28. April 1933 mit einem Gründungsdokument und wurde bereits wenige Tage darauf obsolet.
In Verhandlungen der NSBO mit den freien Gewerkschaften hatten die Nationalsozialisten schon zuvor keinen Zweifel daran gelassen, dass eine Arbeiterorganisation zukünftig ein gänzlich anderes Gesicht bekommen würde. Es würde etwa keine Wahl von Funktionären mehr geben und auch Tarifverträge zwischen Arbeitgebern und Arbeitnehmern würden der Vergangenheit angehören. Für die Lohnfrage wäre der Staat zuständig.

### März 1933
Für die Nationalsozialisten bedenklich war, dass die Betriebsratwahlergebnisse vom März 1933 keineswegs den politischen Umschwung widerspiegelten. Nach wie vor waren die freien Gewerkschaften die mit großem Abstand stärkste Organisation.
Dennoch rechneten die Gewerkschaften lange nicht wirklich ernsthaft mit ihrer Zerschlagung. Dazu trug auch bei, dass die neue nationalsozialistisch geführte Regierung Anfang April ankündigte, den 1. Mai als Tag der nationalen Arbeit zu einem offiziellen Feiertag mit voller Lohnfortzahlung zu machen. Ein alter Traum der Arbeiterbewegung schien damit erfüllt. Die SPD hatte in den Jahren der Weimarer Republik mit Rücksicht auf die bürgerlichen Koalitionspartner stets auf einen derartigen Vorstoß verzichtet.
Den Nationalsozialisten ging es dabei keineswegs um eine Aussöhnung mit der sozialistischen Arbeiterbewegung, vielmehr sollten die Feiern Auftakt zu deren Zerschlagung sein. Joseph Goebbels notierte am 24. März 1933 in sein Tagebuch:
„Ich bringe als ersten Gesetzentwurf die Erklärung des 1. Mai zum nationalen Feiertag des deutschen Volkes durch und wurde vom Kabinett mit seiner Durchführung beauftragt. Wir werden das in größtem Rahmen aufziehen und zum ersten Mal das ganze deutsche Volk in einer einzigen Demonstration zusammenfassen. Von da ab beginnt dann die Auseinandersetzung mit den Gewerkschaften. Wir werden nicht eher Ruhe bekommen, bis sie restlos in unserer Hand sind.“
Bereits am 29. März wurde insgeheim ein Aktionskomitee zum Schutz der deutschen Arbeit unter Leitung von Robert Ley und Reinhold Muchow gebildet. Die eigentliche Leitung lag in der Hand von Muchow. Das Komitee erarbeitete einen detaillierten Plan zur Zerschlagung der Gewerkschaften. Hauptakteure der Aktionen am 2. Mai sollten die NSBO sein. Unterstützt werden sollte diese von SA und SS. Diese sollten die Gewerkschaftshäuser besetzen und Verhaftungen vornehmen.

### April 1933
Ley und Goebbels fuhren am 16. April zu Adolf Hitler auf den Obersalzberg. Von diesem erhielten sie die Zustimmung zu dem Vorgehen. Goebbels notierte am 17. April 1933 in sein Tagebuch: „Den 1. Mai werden wir zu einer grandiosen Demonstration deutschen Volkswillens gestalten. Am 2. Mai werden dann die Gewerkschaftshäuser besetzt. Gleichschaltung auch auf diesem Gebiet. Es wird vielleicht ein paar Tage Krach geben, aber dann gehören sie uns. Man darf hier keine Rücksicht kennen. Wir tun dem Arbeiter nur einen Dienst, wenn wir ihn von der parasitären Führung befreien, die ihm bisher das Leben sauer gemacht hat. Sind die Gewerkschaften in unserer Hand, dann werden sich auch die anderen Parteien und Organisationen nicht mehr lange halten können. (…) Ein Zurück gibt es nicht mehr. Man muss den Dingen nur ihren Lauf lassen.“
Die Gewerkschaften begrüßten die Feiertagsankündigungen im Zusammenhang mit ihrer Anpassungspolitik. Der Bundesvorstand des ADGB begrüßte ausdrücklich die Entscheidung der Regierung, den 1. Mai zu einem Feiertag zu machen. Allerdings stellte er die Teilnahme frei. Am 19. April folgte ein Aufruf des Bundesausschusses an die Gewerkschaftsmitglieder, „im vollen Bewusstsein ihrer Pionierdienste für den Maigedanken, für die Ehrung der schaffenden Arbeit und für die gleichberechtigte Eingliederung der Arbeiterschaft in den Staat sich allerorts an der von der Regierung veranlassten Feier zu beteiligen“. Auch die christlichen Gewerkschaften, die bislang den marxistisch orientierten Maifeiertag nicht begangen hatten, begrüßten den ins Nationale gewendete Feiertag als Zeichen, „dass sich die Regierung Hitler zum sozialen deutschen Volkstum bekennt“.

## Mai 1933

### Tag der nationalen Arbeit

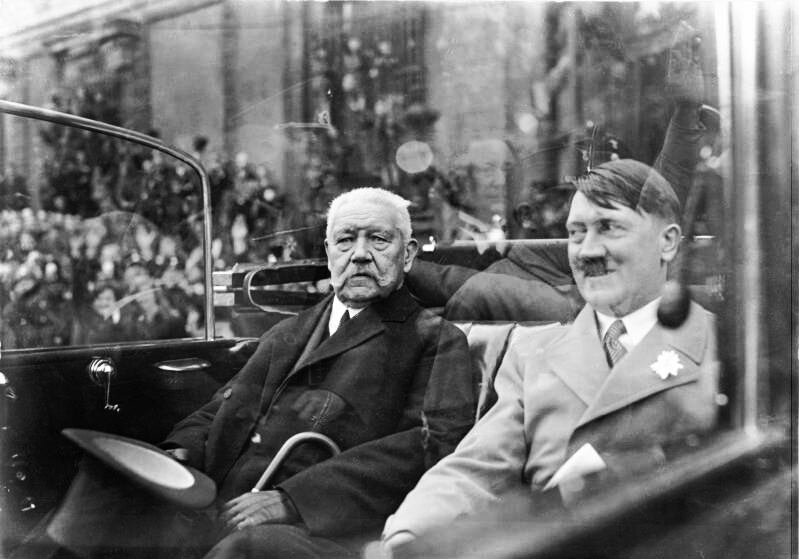
Hindenburg und Hitler am Tag der Maifeier 1933

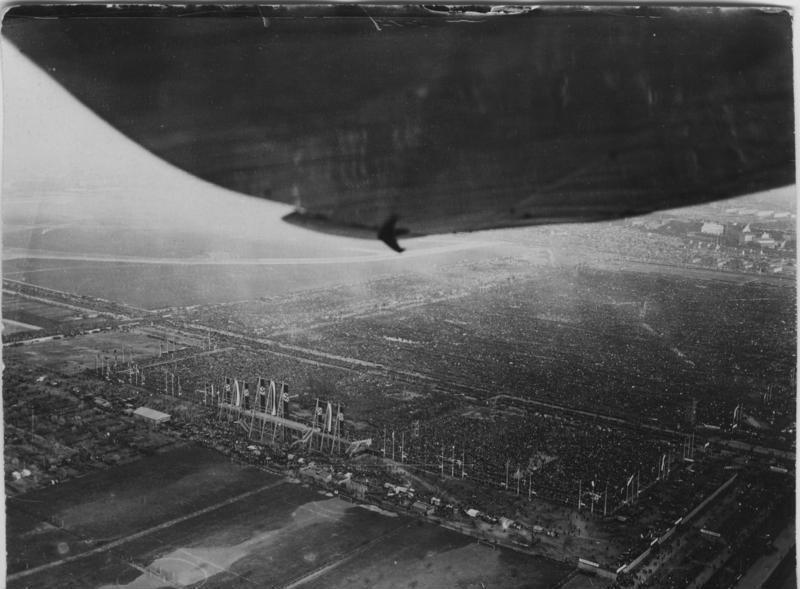
Flugzeugaufnahme des Tempelhofer Feldes, 1. Mai 1933

Die Maifeiern wurden als propagandistisches Großereignis geplant. Die Funktionäre der Partei erhielten den Auftrag, überall im Reich große Versammlungen zu organisieren. Für die zentrale Veranstaltung in Berlin wurde eigens eine beeindruckende Kulisse in Auftrag gegeben. Albert Speer entwarf eine Zusammenstellung von dreimal drei großen Flaggen. Sechs davon waren 15 Meter und eine 20 Meter lang. Diese hingen an Masten hinter einer dreiteiligen Tribüne. In der Mitte befand sich das erhöhte Podest für Hitler. Die Flaggen sollten mit großen Scheinwerfern beleuchtet werden.
Am 1. Mai 1933 wurde der Feiertag mit großem Aufwand begangen. Goebbels proklamierte zuvor:
„Ehret die Arbeit und achtet den Arbeiter! (…) Bekränzt eure Häuser und die Straßen der Städte und Dörfer mit frischem Grün und den Farben des Reiches (…) Deutsche aller Stände, Stämme und Berufe, reicht euch die Hände! Geschlossen marschieren wir in die neue Zeit hinein.“
An den Gewerkschaftshäusern der freien Gewerkschaften wurden schwarz-weiß-rote Flaggen aufgezogen.
Am Morgen kam es zunächst zu einer großen Jugendkundgebung im Berliner Lustgarten mit hunderttausenden von Teilnehmern. 1200 Sänger sangen nationale Lieder, Joseph Goebbels und Reichspräsident Paul von Hindenburg sprachen. Dieser sagte unter anderem:
„Nur aus Manneszucht und Opfergeist, wie solche sich stets im deutschen Heere bewährt haben, kann ein Geschlecht erstehen, das den großen Aufgaben, vor welche die Geschichte das deutsche Volk stellen wird, gewachsen ist.“
Anschließend forderte Hitler „die deutschen Jungen und Mädchen“ zu einem dreifachen Hoch auf den „großen Soldaten und Führer des Weltkrieges“ auf.
Gegen Mittag trafen Abordnungen von Arbeitern aus allen Teilen Deutschlands mit dem Flugzeug auf dem Flugplatz Tempelhof ein. Sie wurden von Hitler und Hindenburg begrüßt. Die Arbeiter Berlins hatten sich am Morgen in ihren Betrieben versammeln müssen und zogen geschlossen zum Veranstaltungsplatz auf dem Tempelhofer Feld. In zehn Blöcken traten sie dort an. An der Kundgebung beteiligten sich angeblich 1 bis 1,5 Millionen Menschen. Unter ihnen waren auch viele Mitglieder des ADGB, die dem Aufruf der Gewerkschaftsleitung gefolgt waren. Der Vorsitzende des Textilarbeiterverbandes Karl Schrader marschierte zusammen mit Mitgliedern seiner Gewerkschaft hinter einer Hakenkreuzfahne her. Ähnliche Veranstaltungen fanden in Städten überall im Reich statt. Oppositionelle Aktionen wie etwa die fliegenden Maifeiern der KPD blieben ohne nennenswerte Aufmerksamkeit.
In Berlin beschwor Adolf Hitler die Volksgemeinschaft und eine Erhebung des Volkes über Klassen, Ständen und Einzelinteressen. Er sprach von einer Veredelung des Begriffs der Arbeit. Das Motto der Versammlung war „Ehret die Arbeit und achtet den Arbeiter!“ Hitler sagte unter anderem: „Der Kopfarbeiter muss einsehen, dass keiner das Recht hat, auf den anderen einfach hinab zu sehen, sich selbst als was Besseres zu dünken, sondern dass Kopf- und Handarbeiter einig sein müssen in einer einzigen Gemeinschaft.“ Angesichts der Weltwirtschaftskrise von großem Interesse war, dass Hitler große Arbeitsbeschaffungsmaßnahmen etwa im Straßenbau ankündigte. Beruhigend war, dass er seinen Friedenswillen beteuerte. Die Rede endete mit einem gottesdienstlich anmutenden Schlusssatz: „Herr, wir lassen nicht von Dir, nun segne unseren Kampf um unsere Freiheit und damit um unser deutsches Volk und Vaterland!“ Die Rede Hitlers wurde von allen Radiosendern des Reiches übertragen und erreichte so eine Wirkung weit über die Anwesenden hinaus. Welche Wirkung die Rede konkret hatte, muss unklar bleiben, aber von einem beachtlichen Eindruck ist auszugehen. So hat die Teilnahme auch von leitenden Angestellten und Arbeitgebern die viel beschworene Volksgemeinschaft als durchaus realistisches Ziel erscheinen lassen.
Hitler pflanzte im Verlauf der Feier zu Ehren von Paul von Hindenburg die „Hindenburg-Eiche“. In anderen Städten wurden in den folgenden Jahren die „Hitler-Eichen“ gepflanzt. Die Feier endete kurz vor Mitternacht mit dem Absingen der Nationalhymne und einem großen Feuerwerk.

### Zerschlagung der Gewerkschaften
Einen Tag später wurden wie geplant die Gewerkschaftshäuser, Redaktionen, Zahlstellen der Einzelverbände und andere Einrichtungen der freien Gewerkschaften besetzt. Die Polizei griff nicht ein. Das Vermögen der Gewerkschaften wurde beschlagnahmt. Eine Reihe führender Gewerkschafter wurde in „Schutzhaft“ genommen. Einige Funktionäre wurden misshandelt, auch zu Todesfällen kam es. In Neheim starb etwa der Gewerkschaftssekretär Karl Fromme. Unklar ist, ob er von den Nationalsozialisten ermordet wurde oder ob er Selbstmord beging. Auch in Duisburg starben vier Gewerkschafter. Die meisten festgenommenen Gewerkschafter wurden einige Wochen später wieder freigelassen. Theodor Leipart und andere blieben bis Juni in Haft. In der Regel wurde den Angestellten angeboten, unter der Kontrolle der NSBO weiterzuarbeiten. In den folgenden Tagen unterstellten sich die übrigen Gewerkschaften dem Aktionskomitee. Daraus ging schließlich am 10. Mai 1933 die Deutsche Arbeitsfront hervor.

## Nationaler Feiertag des deutschen Volkes

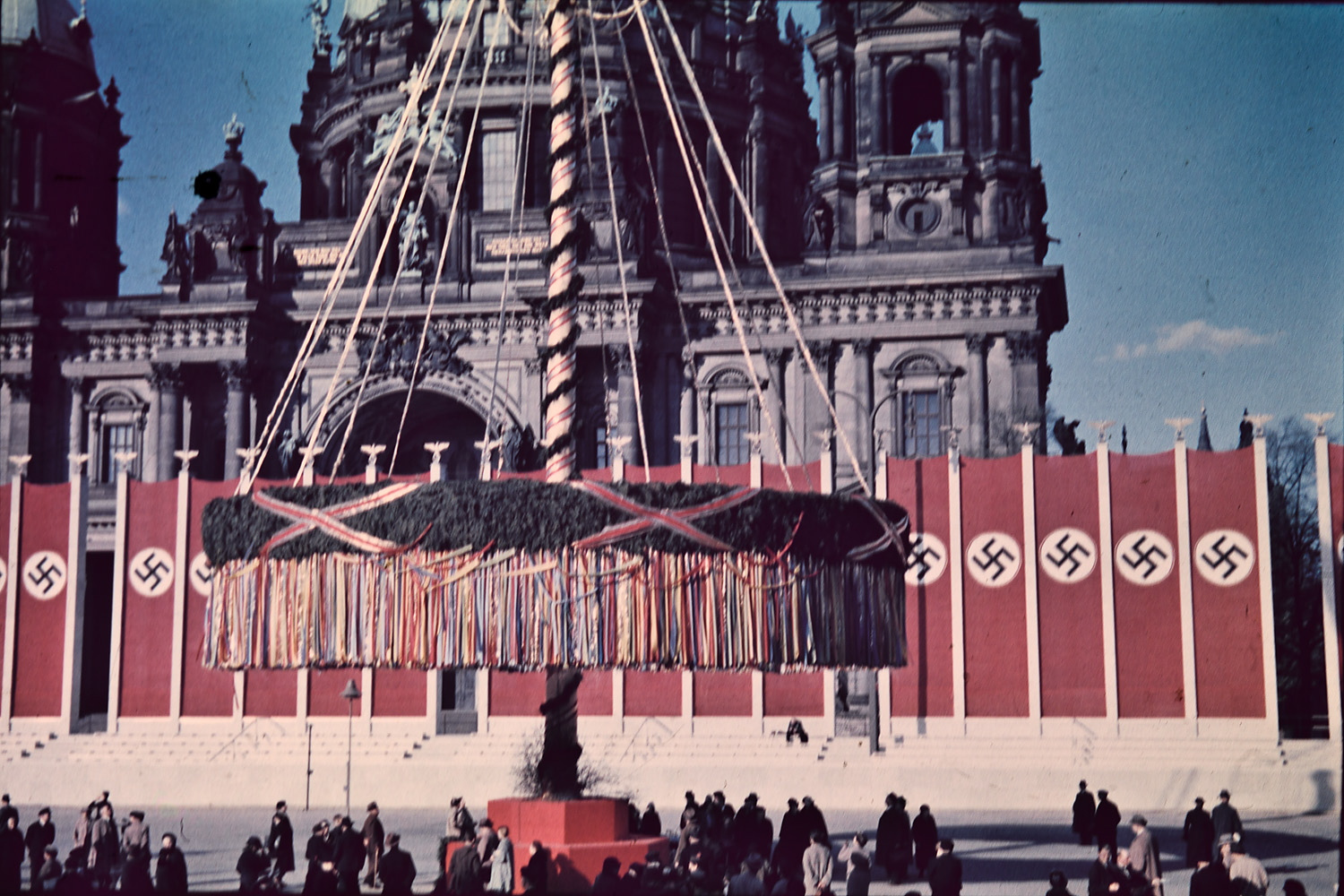
Maibaum vor dem Berliner Dom, 1937

Im nationalsozialistischen Festkalender nahm der 1. Mai auch in den folgenden Jahren eine wichtige Rolle ein. Mit dem Gesetz über die Feiertage vom 27. Februar 1934 wurde er als nationaler Feiertag des deutschen Volkes zum Nationalfeiertag. Seiner früheren Beziehung zur Arbeit oder gar zur Arbeiterbewegung wurde er gänzlich entkleidet. Er sollte ein Tag der Volksgemeinschaft sein. Angeknüpft wurde an angeblich germanisches Brauchtum. Der Erste Mai wurde als Frühlingsfest begangen, wie es in einigen Regionen traditionell üblich war. Die Maibäume wurden mit Symbolen des Regimes wie dem Hakenkreuz oder dem Zeichen der DAF versehen. Gebäude wurden geschmückt und am Feiertag selbst marschierten Umzüge mit Gruppen der SA, SS, Wehrmacht, Hitlerjugend und verschiedenen Abteilungen der DAF durch die Straßen. Hinzu kamen volksfestartige Elemente wie Tanz und Kinderspiele.
Die zentrale Veranstaltung in Berlin war mit Kundgebungen, Flugvorführungen, Musikveranstaltungen, militärischen Vorführungen und abends mit einem großen Feuerwerk verbunden. Daran nahmen angeblich bis zu eine Million Menschen aus allen Teilen Deutschlands teil. Wie bei der ersten Feier 1933 wurde die Festrede Hitlers im Radio übertragen.
Während des Zweiten Weltkrieges nahm die Bedeutung des Feiertags ab. Das Bestreben des Nazi-Regimes, sich durch die Feiern zu inszenieren und die Moral zu heben, wurde nachrangig zugunsten der propagierten Erfüllung der Kriegsdienste und Durchhalte-Mentalität betrachtet. Die Feiern beschränkten sich jetzt oft auf die Beflaggung öffentlicher Gebäude und kurze Ansprachen. Der Tag hatte somit teilweise nur mehr den Charakter eines Ruhe- denn eines Festtags, aber regionale Maibaumfeiern mit ergänzenden Ritualen wie dem Maibaumkraxeln fanden auch noch tief im Krieg durchaus weiterhin statt. Der Feiertag wurde 1942 wegen der kriegswirtschaftlichen Erfordernisse vom 1. Mai auf den Samstag, 2. Mai verlegt. Im Jahr 1944 wurde beispielsweise im Reichsgau Tirol-Vorarlberg in der Hauptstadt Innsbruck kein Maibaum mehr aufgestellt, sondern nur noch ein Konzert veranstaltet; in Kufstein wurde noch ein Maibaum aufgestellt, als Rest von Zeremonien „zeigten die Mädel einige Volkstänze“. 1945 wurde der Tag nicht mehr begangen.